# Juliane Degner
Juliane Degner ist eine deutsche Sozialpsychologin und Hochschullehrerin.

## Leben
Nach dem Diplom in Psychologie an der Humboldt-Universität Berlin 2002 wurde sie Mitglied der interdisziplinären Forschungsgruppe „Diskriminierung und Toleranz in Intergruppenbeziehungen“ an der Friedrich-Schiller-Universität Jena. Nach der Promotion (Dr. phil.) bei Dirk Wenturar 2006 an der Universität des Saarlandes war sie von 2008 bis 2012 Assistenzprofessorin für Sozialpsychologie an der Universität Amsterdam. Seit 2012 ist sie Professorin (W2) für Sozialpsychologie an der Universität Hamburg.

## Schriften (Auswahl)
- Die indirekte Erfassung von Einstellungen gegenüber übergewichtigen Menschen mit dem affektiven Priming. Kassel 2006, ISBN 3-89958-216-0.